# Pholidota (orquídea)
Pholidota é um género botânico pertencente à família das orquídeas (Orchidaceae).

## Descrição
São plantas com caules espessados comparativamente curtos, formando pseudobulbos que duram alguns anos, com uma ou duas folhas plicadas; inflorescência apresentando de uma a muitas flores de labelo grandemente livre da coluna, sem esporão, dividido em hipoquilo sacado e epiquilo bilobado, ocasionalmente muito reduzido, sem carenas, ou com duas carenas mas então com coluna curta e espessa, sem alargamento espatuliforme na estremidade.

## Espécies
1. Pholidota advena (C.S.P.Parish & Rchb.f.) Hook.f., Fl. Brit. India 5: 846 (1890).
2. Pholidota aidiolepis Seidenf. & de Vogel, Opera Bot. 89: 106 (1986).
3. Pholidota articulata Lindl., Gen. Sp. Orchid. Pl.: 38 (1830).
4. Pholidota camelostalix Rchb.f., Xenia Orchid. 1: 217 (1858).
5. Pholidota cantonensis Rolfe, Bull. Misc. Inform. Kew 1896: 196 (1896).
6. Pholidota carnea (Blume) Lindl., Gen. Sp. Orchid. Pl.: 37 (1830).
7. Pholidota chinensis Lindl., J. Hort. Soc. London 2: 308 (1847).
8. Pholidota clemensii Ames, Orchidaceae 6: 66 (1920).
9. Pholidota convallariae (C.S.P.Parish & Rchb.f.) Hook.f., Hooker's Icon. Pl. 19: t. 1880 (1889).
10. Pholidota corniculata Pfitzer & Kraenzl. in H.G.A.Engler (ed.), Pflanzenr., IV, 50(32): 159 (1907).
11. Pholidota cyclopetala Kraenzl. in H.G.A.Engler (ed.), Pflanzenr., IV, 50(32): 151 (1907).
12. Pholidota gibbosa (Blume) Lindl. ex de Vriese, Ill. Orchid. Ind. Orient. 2: t. 10 (1854).
13. Pholidota globosa (Blume) Lindl., Gen. Sp. Orchid. Pl.: 37 (1830).
14. Pholidota guibertiae Finet, Notul. Syst. (Paris) 1: 255 (1910).
15. Pholidota imbricata Lindl. in W.J.Hooker, Exot. Fl. 2: t. 138 (1825).
16. Pholidota katakiana Phukan, Orchid Rev. 104: 238 (1996).
17. Pholidota kouytcheensis Gagnep., Bull. Mus. Natl. Hist. Nat., II, 3: 145 (1931).
18. Pholidota leveilleana Schltr., Repert. Spec. Nov. Regni Veg. 12: 107 (1913).
19. Pholidota longibulba Holttum, Gard. Bull. Singapore 11: 286 (1947).
20. Pholidota longilabra de Vogel, Orchid Monogr. 3: 34 (1988).
21. Pholidota longipes S.C.Chen & Z.H.Tsi, Acta Phytotax. Sin. 21: 346 (1983).
22. Pholidota mediocris de Vogel, Orchid Monogr. 3: 12 (1988).
23. Pholidota missionariorum Gagnep., Bull. Mus. Natl. Hist. Nat., II, 3: 146 (1931).
24. Pholidota nervosa (Blume) Rchb.f., Bonplandia (Hannover) 5: 43 (1857).
25. Pholidota niana Y.T.Liu, R.Li & C.L.Long, Ann. Bot. Fenn. 39: 227 (2002).
26. Pholidota pachyglossa Aver., Lindleyana 14: 244 (1999).
27. Pholidota pallida Lindl., Edwards's Bot. Reg. 21: t. 1777 (1835).
28. Pholidota pectinata Ames, Orchidaceae 6: 69 (1920).
29. Pholidota pholas Rchb.f. in W.G.Walpers, Ann. Bot. Syst. 6: 237 (1861).
30. Pholidota protracta Hook.f., Hooker's Icon. Pl. 19: t. 1877 (1889).
31. Pholidota pygmaea H.J.Chowdhery & G.D.Pal, Nordic J. Bot. 15: 411 (1996).
32. Pholidota pyrranthela Gagnep., Bull. Mus. Natl. Hist. Nat., II, 22: 507 (1950).
33. Pholidota recurva Lindl., Gen. Sp. Orchid. Pl.: 37 (1830).
34. Pholidota roseans Schltr., Repert. Spec. Nov. Regni Veg. 12: 107 (1913).
35. Pholidota rubra Lindl., Gen. Sp. Orchid. Pl.: 37 (1830).
36. Pholidota rupestris Hand.-Mazz., Symb. Sin. 7: 1349 (1936).
37. Pholidota schweinfurthiana L.O.Williams, Bot. Mus. Leafl. 6: 60 (1938).
38. Pholidota sulcata J.J.Sm., Icon. Bogor.: t. 107 A (1903).
39. Pholidota ventricosa (Blume) Rchb.f., Bonplandia (Hannover) 5: 43 (1857).
40. Pholidota wattii King & Pantl., J. Asiat. Soc. Bengal, Pt. 2, Nat. Hist. 66: 590 (1897).
41. Pholidota wenshanica S.C.Chen & Z.H.Tsi, Bull. Bot. Res., Harbin 8(1): 7 (1988).
42. Pholidota yunnanensis Rolfe, J. Linn. Soc., Bot. 36: 24 (1903).